# 称福寺 (台東区)
称福寺（しょうふくじ）は、東京都台東区にある浄土真宗本願寺派の寺院。

## 歴史
1629年（寛永6年）、了智によって開山された。元々は小石川に位置していたが、1642年（寛永19年）に現在地に移転した。
かつて、当寺には「御殿」と呼ばれる建物があった。これは明治初期の材木商・丸山氏の邸宅を移築したものである。漆喰細工の名人入江長八による四君子の装飾がなされていた。明治天皇が習志野行幸の途中に立ち寄ったことのある縁の建物「聖蹟」であったが、1923年（大正12年）の関東大震災で焼失している。

## 文化財
- 亀田鵬斎墓（東京都指定史跡 昭和27年4月1日指定）
- 柴田是真墓（台東区有形文化財 平成27年3月登載）[3]

## 交通アクセス
- 浅草駅より徒歩16分（経路案内）。